# Fritz Obiditsch
Fritz Obiditsch (* 17. Juni 1926 in Rožmital, Tschechoslowakei; † 24. Juni 2013 in Esslingen am Neckar) war ein deutscher Soziologe und Pädagoge.

## Leben
Geboren als Sohn des Kaufmanns Karl Obiditsch und dessen Ehefrau Juliane Obiditsch, geborene Longin, wuchs er in Rožmital in der Tschechoslowakei auf. Nach der deutschen Besetzung des Landes und der Bildung des Protektorats Böhmen und Mähren wurde sein Heimatort in Rosenthal umbenannt. Spätestens nach Ende des Zweiten Weltkrieges verließ er die wiedergegründete Tschechoslowakei. Er wurde 1956 in Tübingen zum Dr. phil. promoviert. Obiditsch war ab 1962 Dozent, seit 1965 Professor  an der Pädagogischen Hochschule in Weingarten (Württemberg) und von 1971 bis 1974 deren Rektor. Zudem engagierte er sich in der Deutschen Gesellschaft für Soziologie (DGS). Er war katholisch und seit 1967 Ehrenmitglied der katholischen Studentenverbindung KDStV Welfia Weingarten im Cartellverband (CV).
Fritz Obiditsch war verheiratet mit Elisabeth Obiditsch, geborene Eberle, und hatte eine Tochter namens Gudrun.

## Schriften (Auswahl)
- Einführung in die Soziologie der Erziehung. 2. Auflage. Neckar-Verlag, Villingen 1975<-- oder 1976? -->, ISBN 3-7883-0419-7.
- Einführung in die Sozialstruktur der Bundesrepublik Deutschland. DIFF, Tübingen 1977.
- Akademisches Lehrprogramm Soziologie. 2. Auflage. 1979.
- mit Rainer Gartenschläger: Vierzig Jahre Lehrerbildung in Weingarten. Hrsg. von Norbert Kruse. Pädag. Hochschule Weingarten, 1990, ISBN 3-924945-94-2.